# Setidium
Setidium is een geslacht van sponsdieren uit de klasse van de Demospongiae (gewone sponzen). 

## Soort
- Setidium obtectum Schmidt, 1879